# وارس
وارس (به فرانسوی: Varès) یک کامین در فرانسه است که در Canton of Tonneins واقع شده‌است.

## خصوصیات
وارس ۱۶٫۷۹ کیلومترمربع مساحت و ۶۴۵ نفر جمعیت دارد و ۴۰ متر بالاتر از سطح دریا واقع شده‌است.